# Крайні пункти Африки
Африка — другий за розмірами континент планети, найбільший з материків Південної півкулі. Лежить у Старому світі між паралелями 37°21' північної і 34°50' південної широти та меридіанами 17°32' західної і 51°16' східної довготи, на південь від Європи і на захід від Азії, відмежовуючись від першої водами Середземного моря, а від другої водами Червоного. Поєднується з Євразією вузьким Суецьким перешийком, утворюючи з нею суперконтинент Афроєвразію. Африка простяглась з півночі на південь на 8 тис. км, із заходу на схід на 7,5 тис. км у північній частині, звужуючись на півдні до 3 тис. км.
| мис Рас-Енгела мис Голковий мис Альмаді мис Рас-Хафун гора Кіліманджаро озеро Ассальclass=notpageimage\| Крайні точки Африки |

## Положення
Крайні пункти материкової частини Африки:
- північна точка — мис Рас-Енгела (араб. رأس أنجلة‎) (37°20′49″ пн. ш. 9°44′33″ сх. д. / 37.34694° пн. ш. 9.74250° сх. д.) на однойменному півострові, поблизу Бізерти у Тунісі;
- південна точка — мис Голковий (порт. Cabo das Agulhas) (34°49′59″ пд. ш. 20°00′0″ сх. д. / 34.83306° пд. ш. 20.00000° сх. д.) у Західній Капській провінції ПАР;
- західна точка — мис Альмаді (фр. Pointe des Almadies) (14°44′26″ пн. ш. 17°31′48″ зх. д. / 14.74056° пн. ш. 17.53000° зх. д.) на півострові Зелений Мис у Сенегалі;
- східна точка — мис Рас-Хафун (араб. رأس حـافـون‎) (10°25′0″ пн. ш. 51°16′0″ сх. д. / 10.41667° пн. ш. 51.26667° сх. д.) у регіоні Барі у Сомалі.

Крайні пункти Африки з урахуванням прилеглих островів:
- північна точка — острови Галіт (араб. جالطة) (37°31′37″ пн. ш. 8°55′43″ сх. д. / 37.52694° пн. ш. 8.92861° сх. д.) на північний захід від Бізерти, Туніс;
- південна точка — мис Саут-Пойнт на острові Гоф (англ. Gough Island) (40°19′0″ пд. ш. 9°56′0″ зх. д. / 40.31667° пд. ш. 9.93333° зх. д.) архіпелагу Тристан-да-Кунья, що належить Великій Британії,
  - або мис Гукера (англ. Cape Hooker; 46°58′35″ пд. ш. 37°49′41″ сх. д. / 46.97639° пд. ш. 37.82806° сх. д.) на острові Маріон архіпелагу Принс-Едуард, що належить ПАР;
- західна точка — острів Санту-Антан (порт. Santo Antão) (17°04′11″ пн. ш. 25°10′16″ зх. д. / 17.06972° пн. ш. 25.17111° зх. д.) в групі островів Барлавенто архіпелагу Кабо-Верде;
- східна точка — острів Родригес (англ. Rodrigues) (19°43′ пд. ш. 63°25′ сх. д. / 19.717° пд. ш. 63.417° сх. д.), що належить Маврикію.

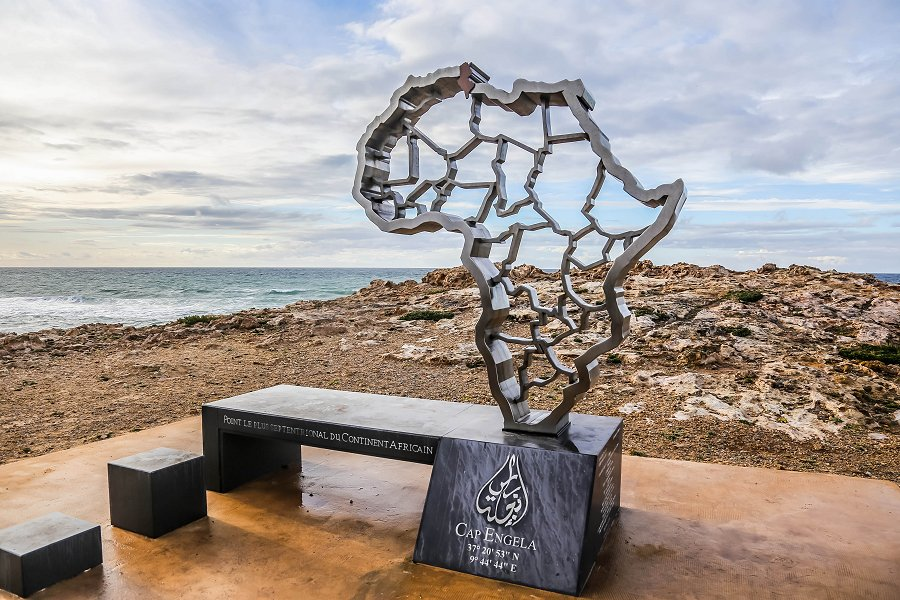
Монумент на мисі Рас-Енгела
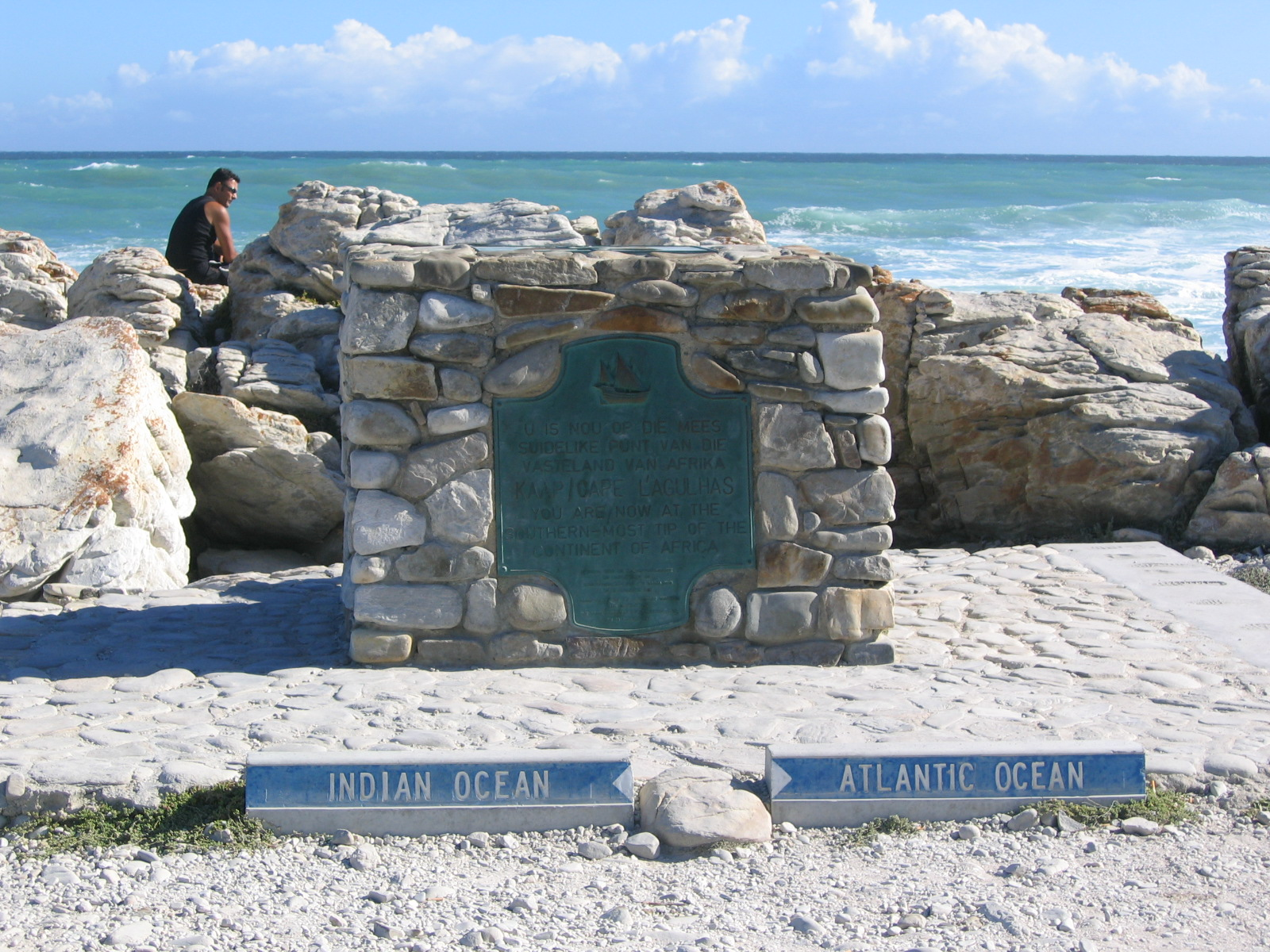
Мис Голковий
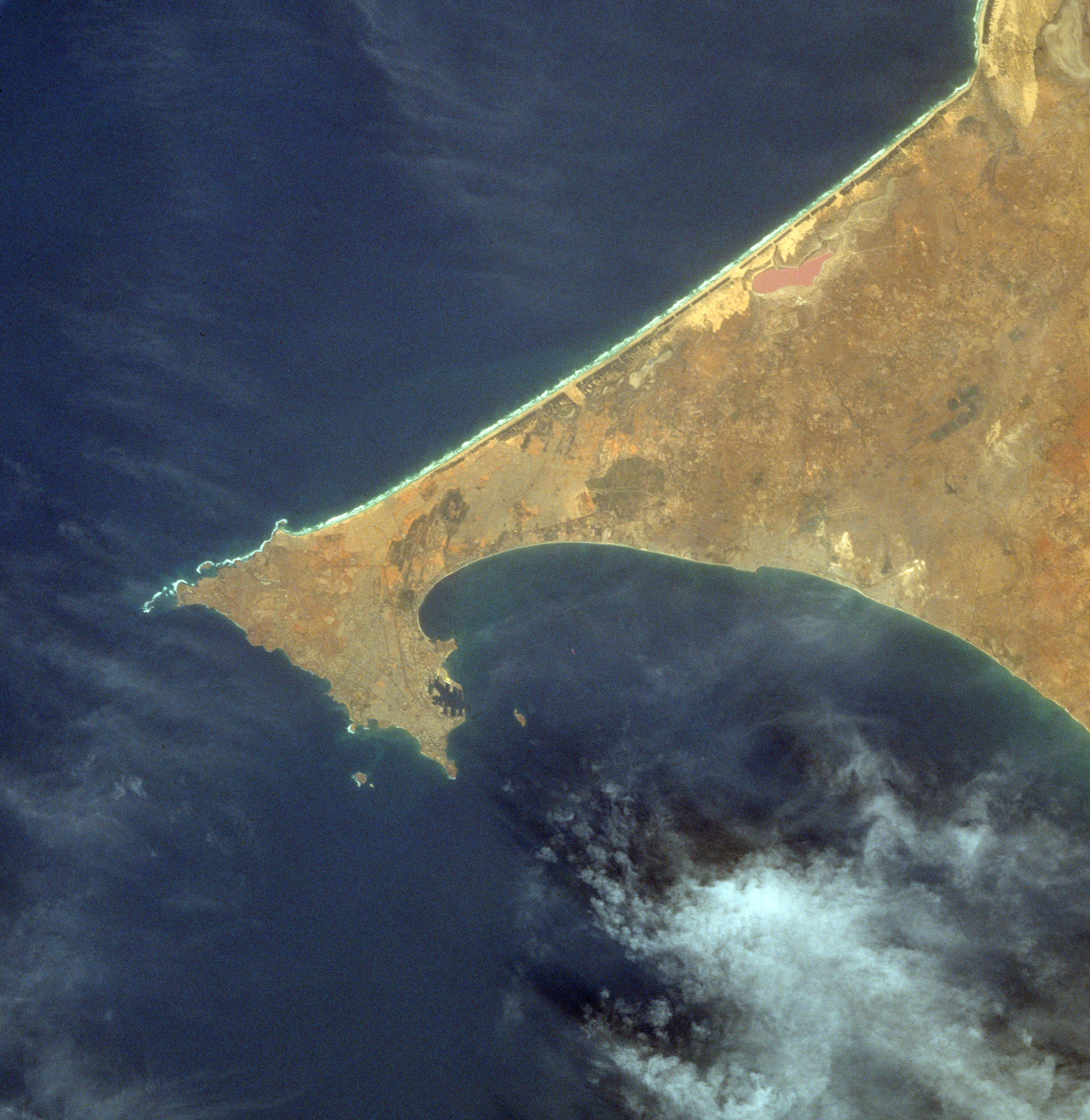
Мис Альмаді з космосу
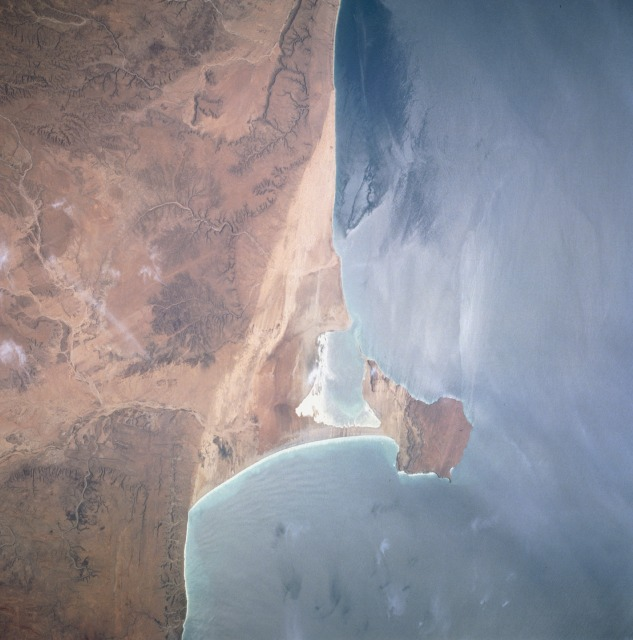
Мис Рас-Хафун з космосу
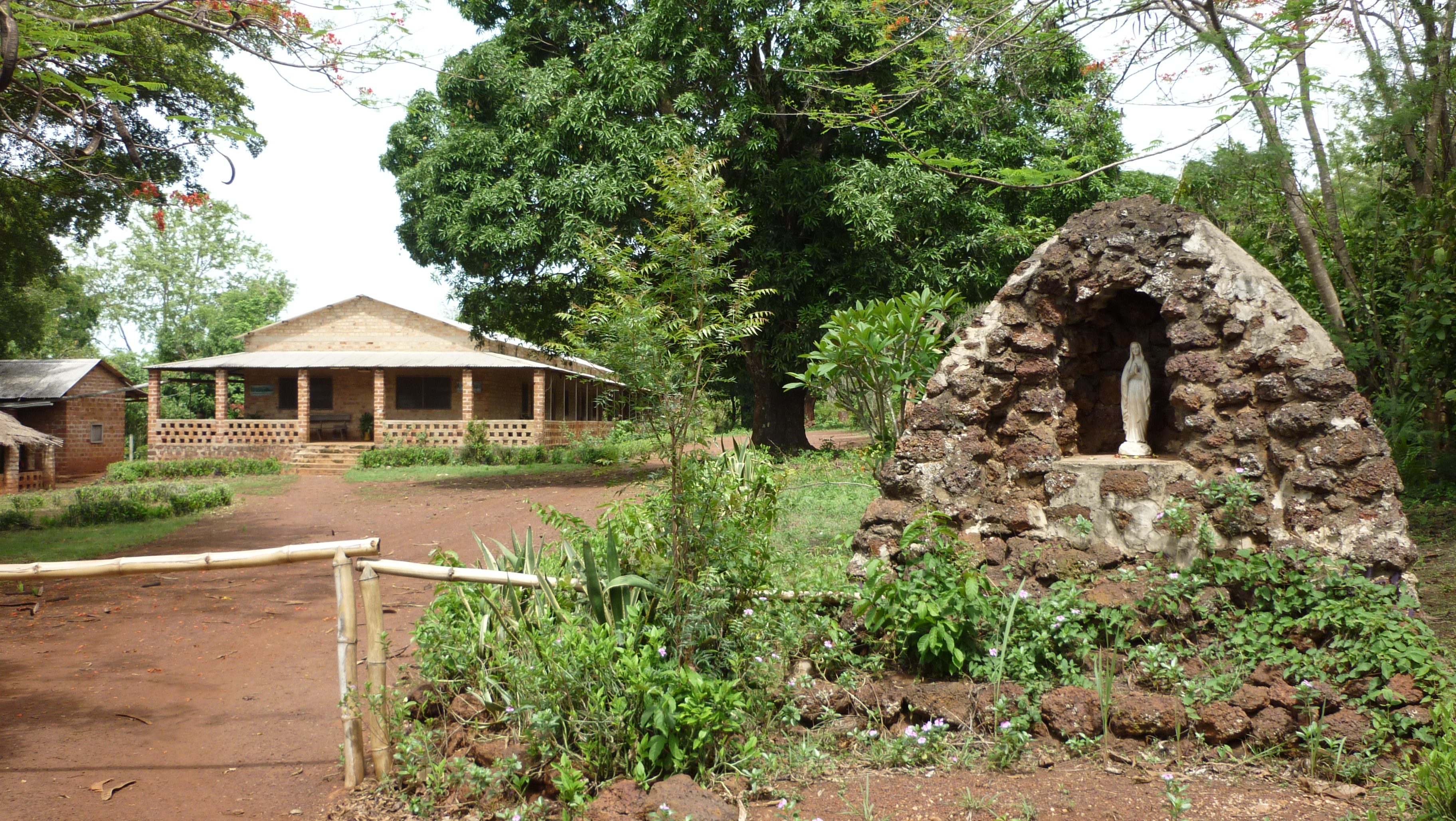
Місія в Обо

Полюс недосяжності континенту знаходиться в Обо (фр. Obo) Центральноафриканської Республіки (5°24′ пн. ш. 26°30′ сх. д. / 5.400° пн. ш. 26.500° сх. д.), поблизу кордонів із Південним Суданом і Демократичною Республікою Конго.

## Рельєф
Найвища точка Африки — вулкан Кіліманджаро у Танзанії (5895 м; 03°04′33″ пд. ш. 37°21′12″ сх. д. / 3.07583° пд. ш. 37.35333° сх. д.), найнижча — уріз води озера Асаль в Джибуті (−153 м; 11°39′ пн. ш. 42°25′ сх. д. / 11.650° пн. ш. 42.417° сх. д.).

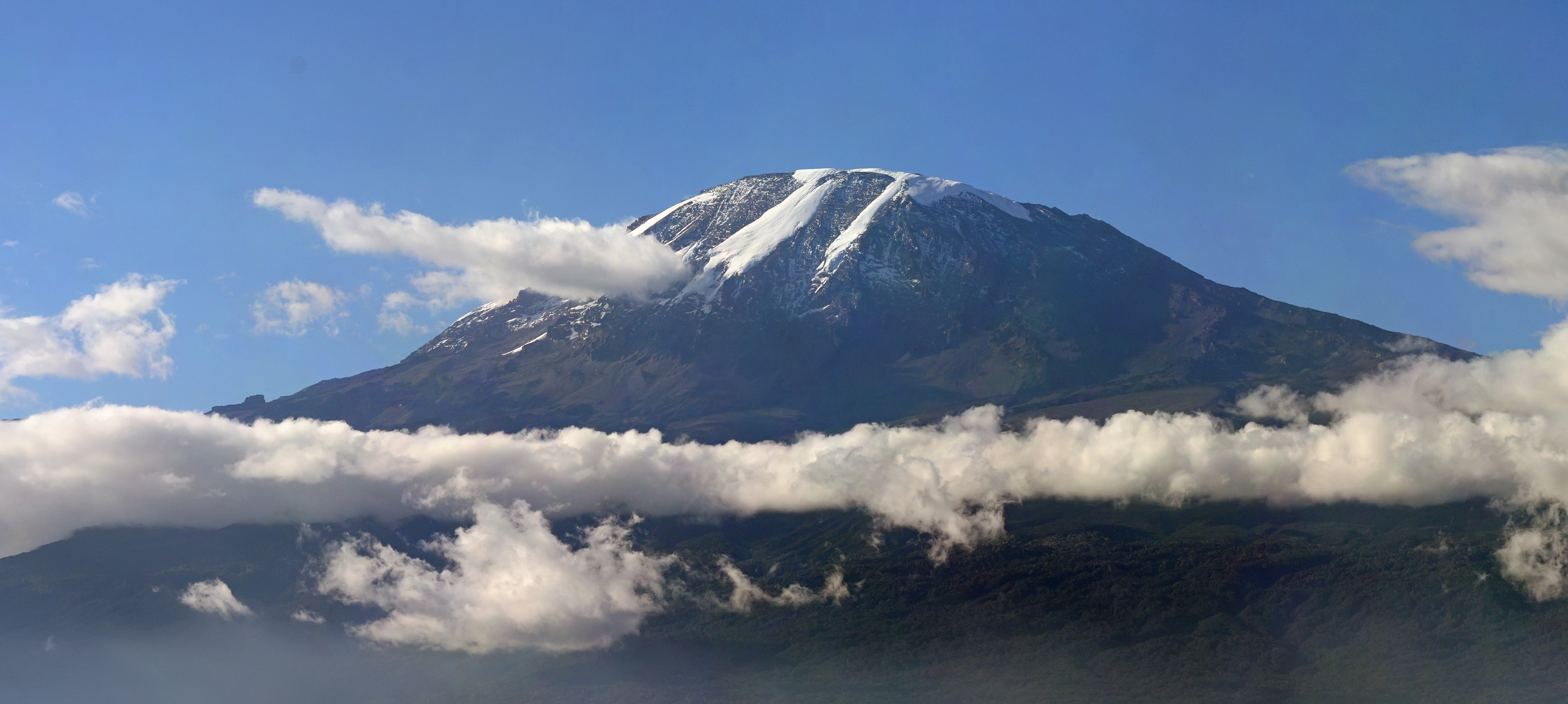
Вулкан Кіліманджаро
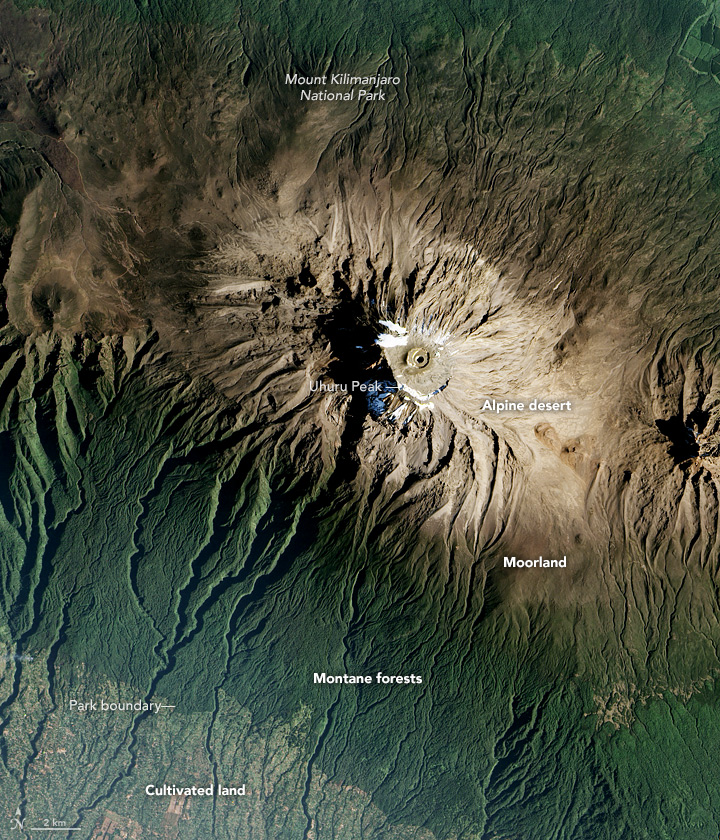
Кіліманджаро з космосу
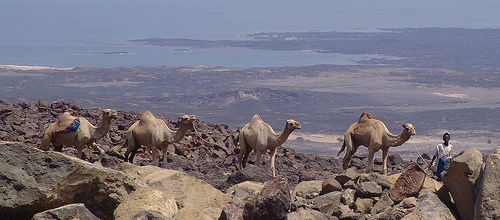
Западина озера Ассаль
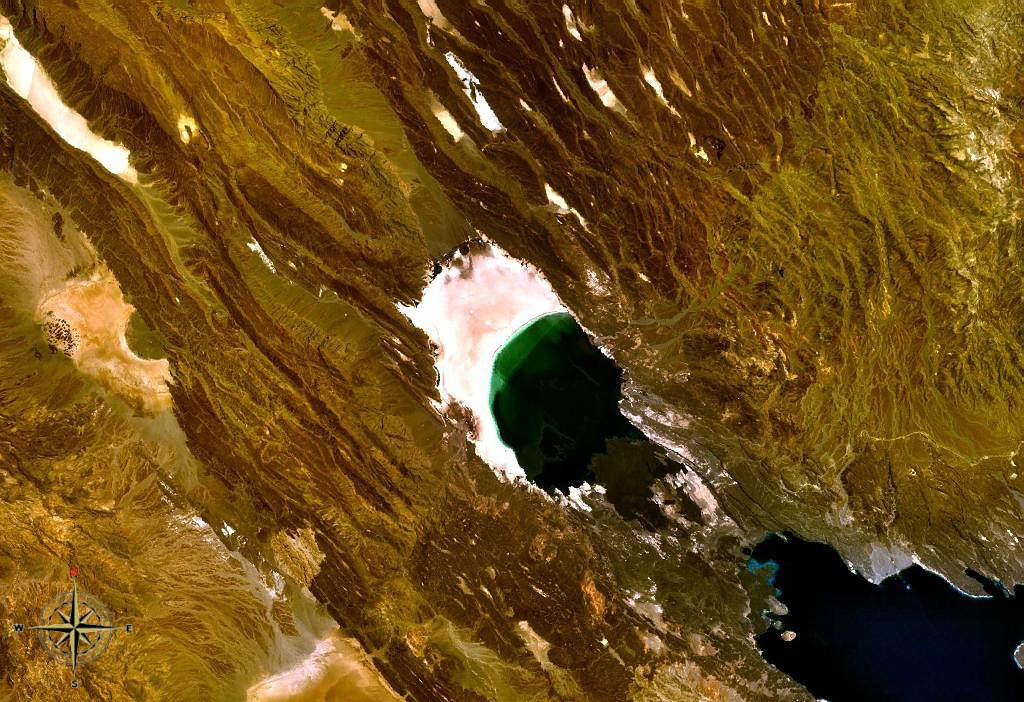
Озеро Ассаль з космосу

## Населені пункти
Крайні населені пункти на материковій частині:
- Найпівнічніший — селище Дуар-Ріран (араб. دوار الغيران; 37°19′34″ пн. ш. 9°44′55″ сх. д. / 37.32611° пн. ш. 9.74861° сх. д.), поблизу Бізерти, Туніс.
- Найпівденніший — селище Лагульяс (англ. L'Agulhas; 34°49′20″ пд. ш. 20°1′0″ сх. д. / 34.82222° пд. ш. 20.01667° сх. д.), поблизу Стрейс-Бей у ПАР.
- Найзахідніший — місто Дакар (фр. Dakar; 14°44′ пн. ш. 17°32′ зх. д. / 14.733° пн. ш. 17.533° зх. д.), столиця Сенегалу.
- Найсхідніший — селище Фоар (сом. Foar; 10°20′00″ пн. ш. 50°54′00″ сх. д. / 10.33333° пн. ш. 50.90000° сх. д.), поблизу Гафуну в регіоні Пунтленд, Сомалі.

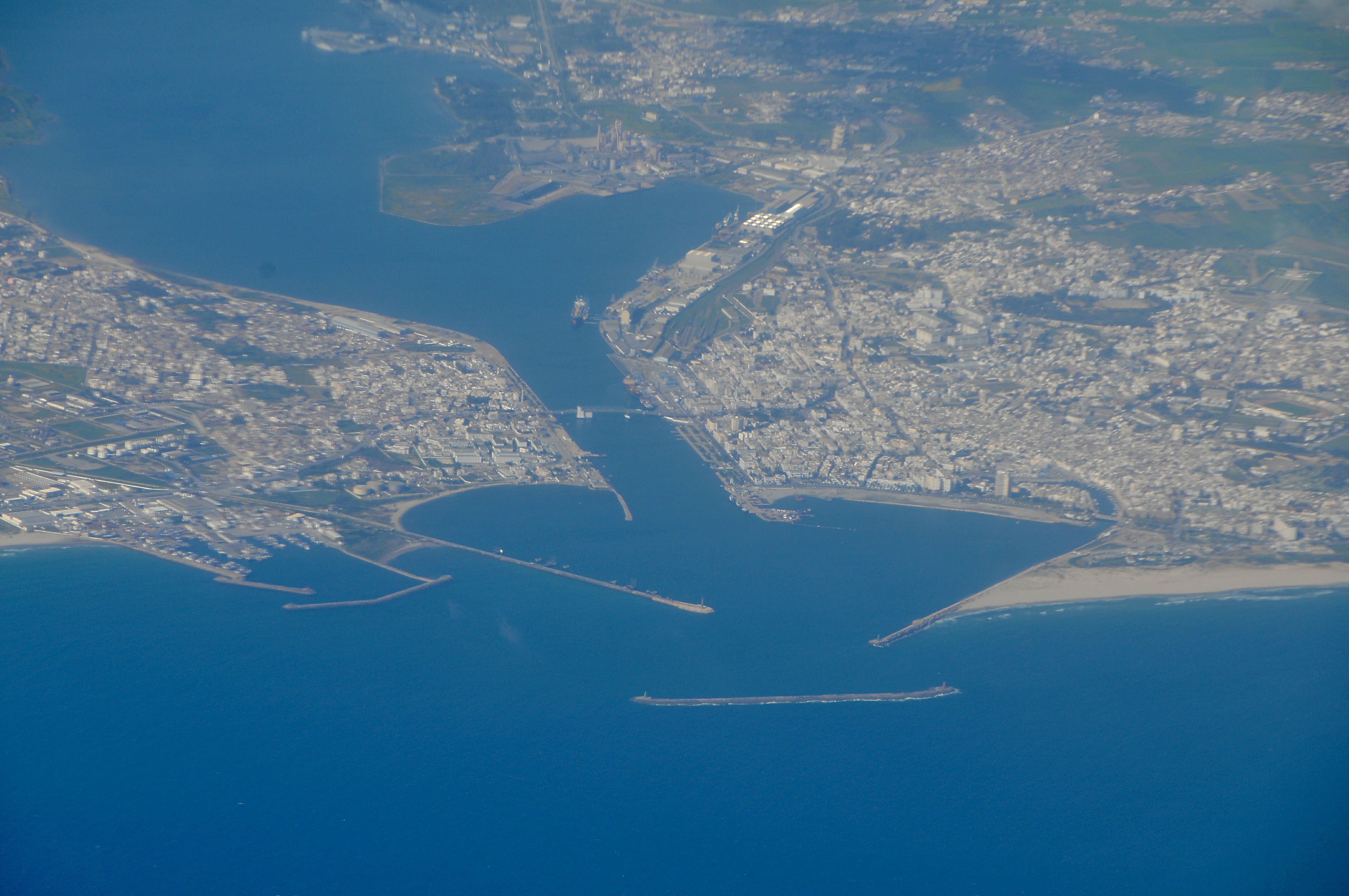
Морський порт Бізерти, Туніс
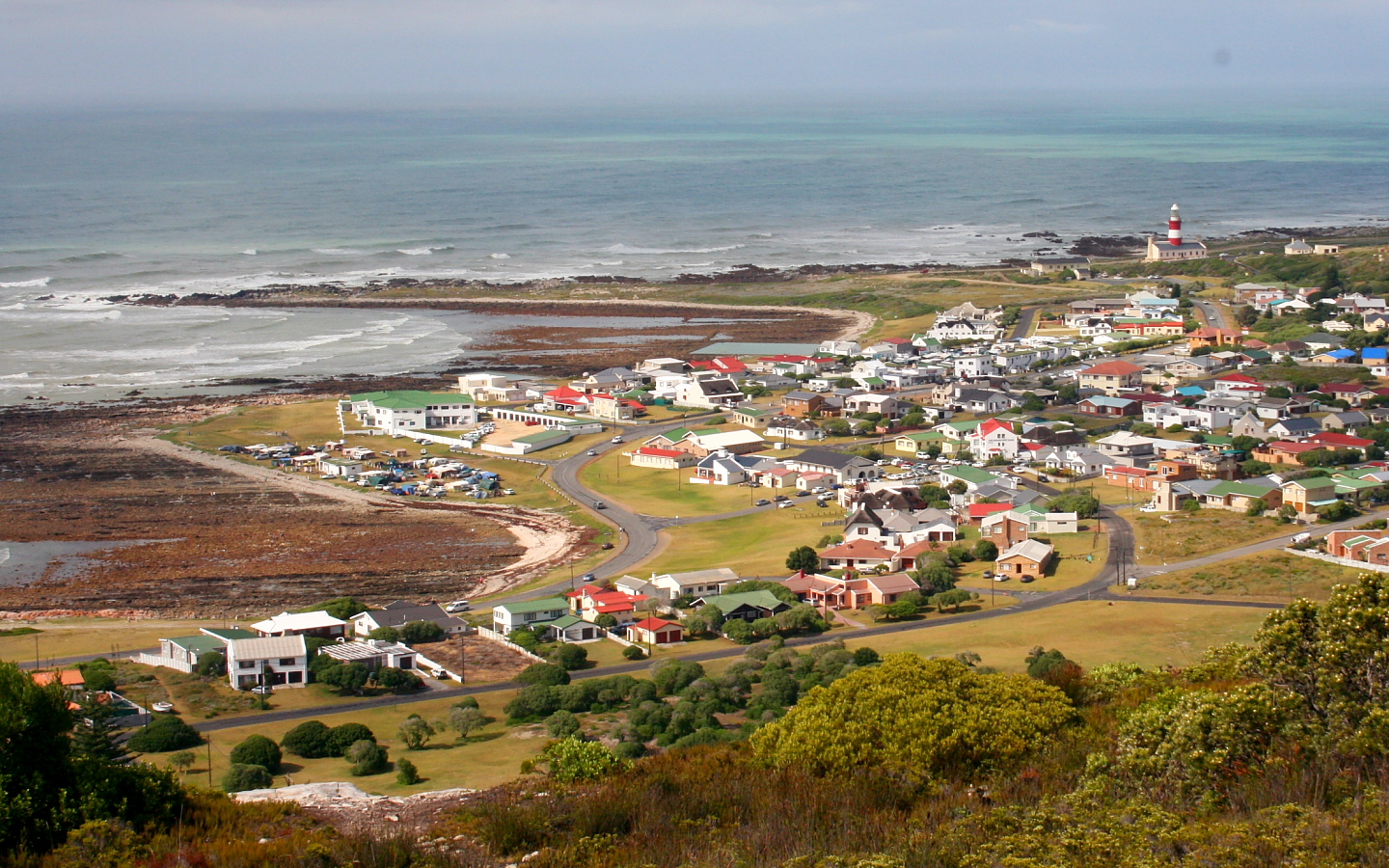
Лагульяс, ПАР
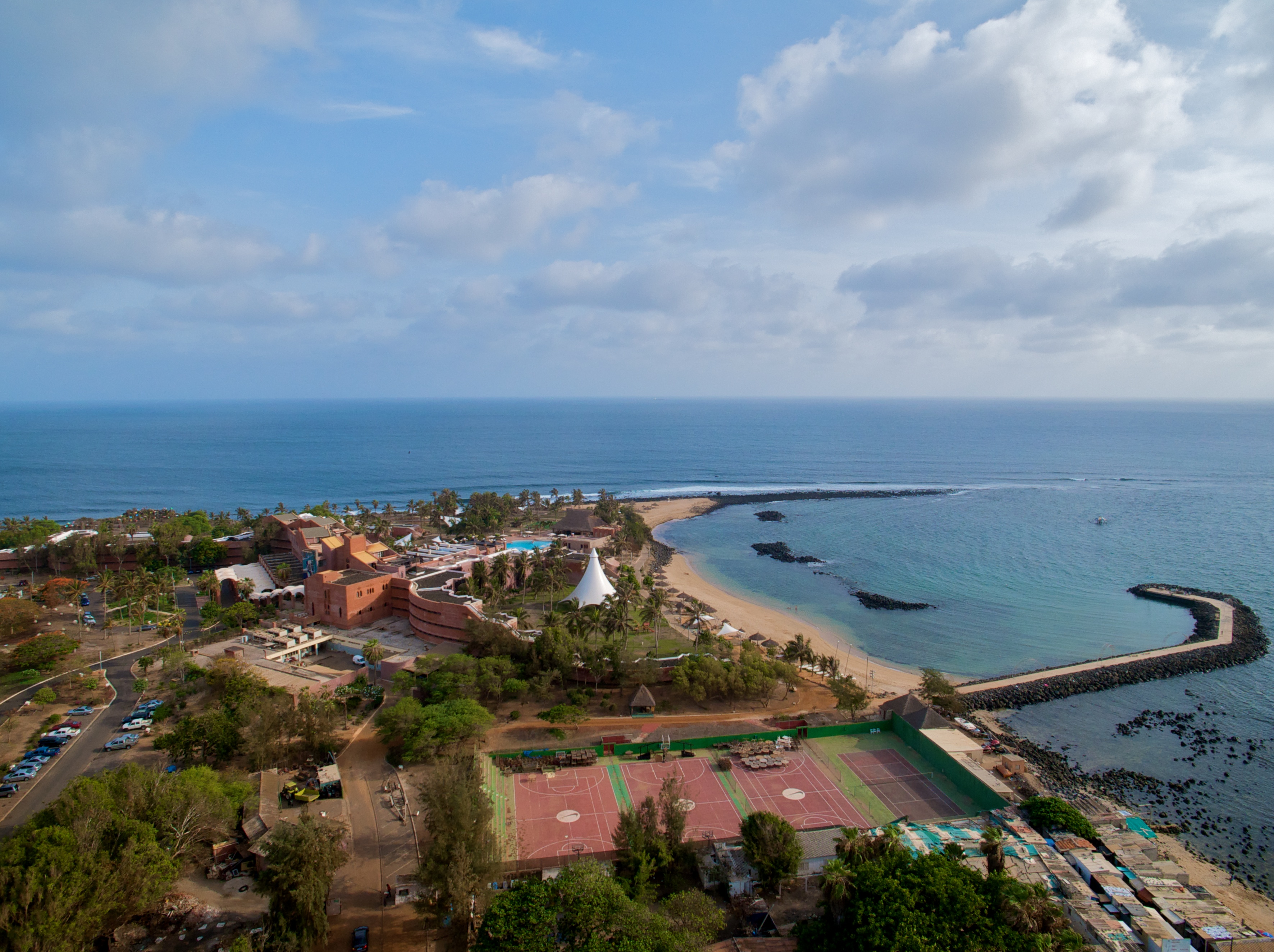
Район Нгор міста Дакар на мисі Альмаді, Сенегал
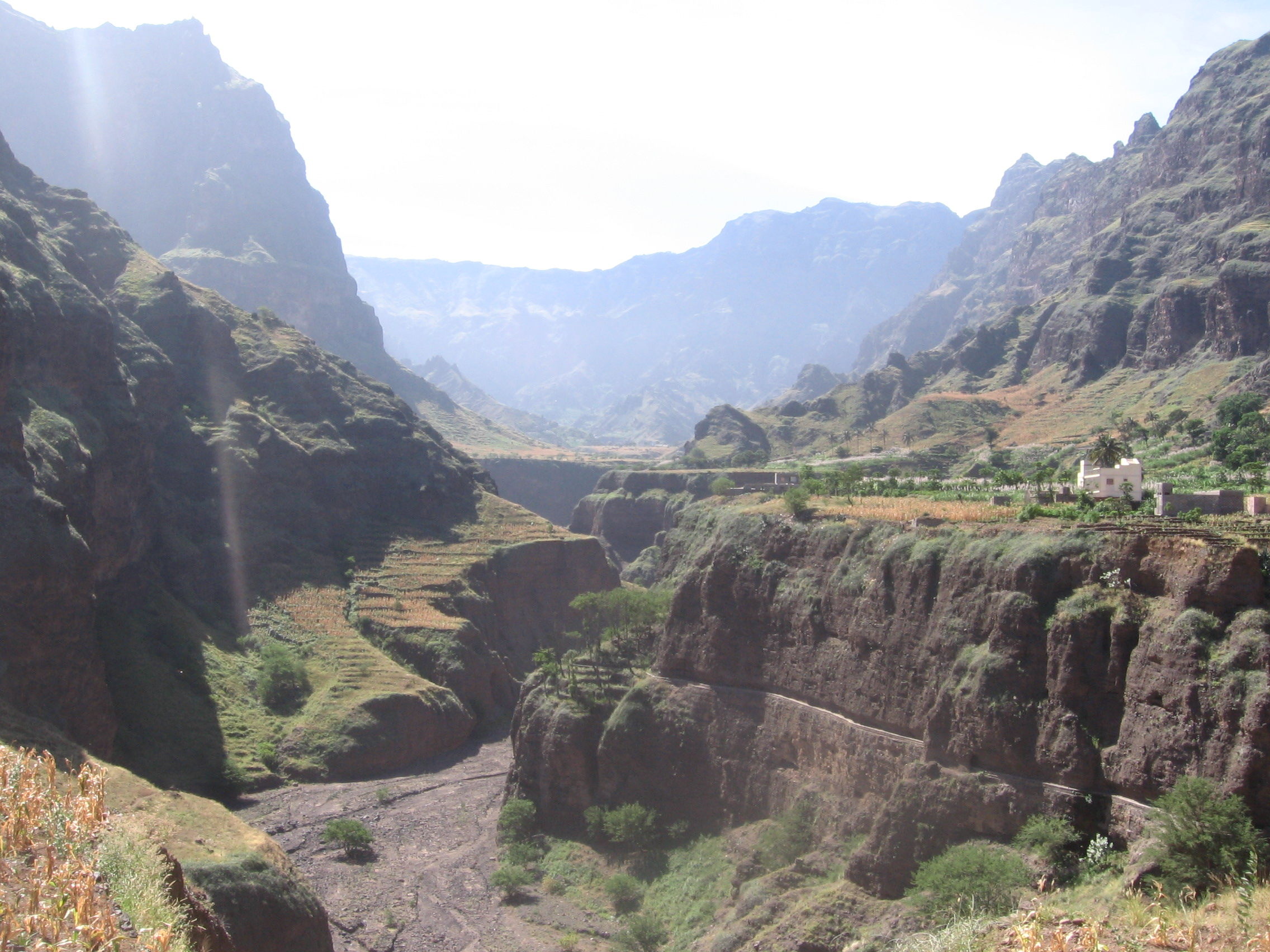
На острові Санту-Антуан, Кабо-Верде
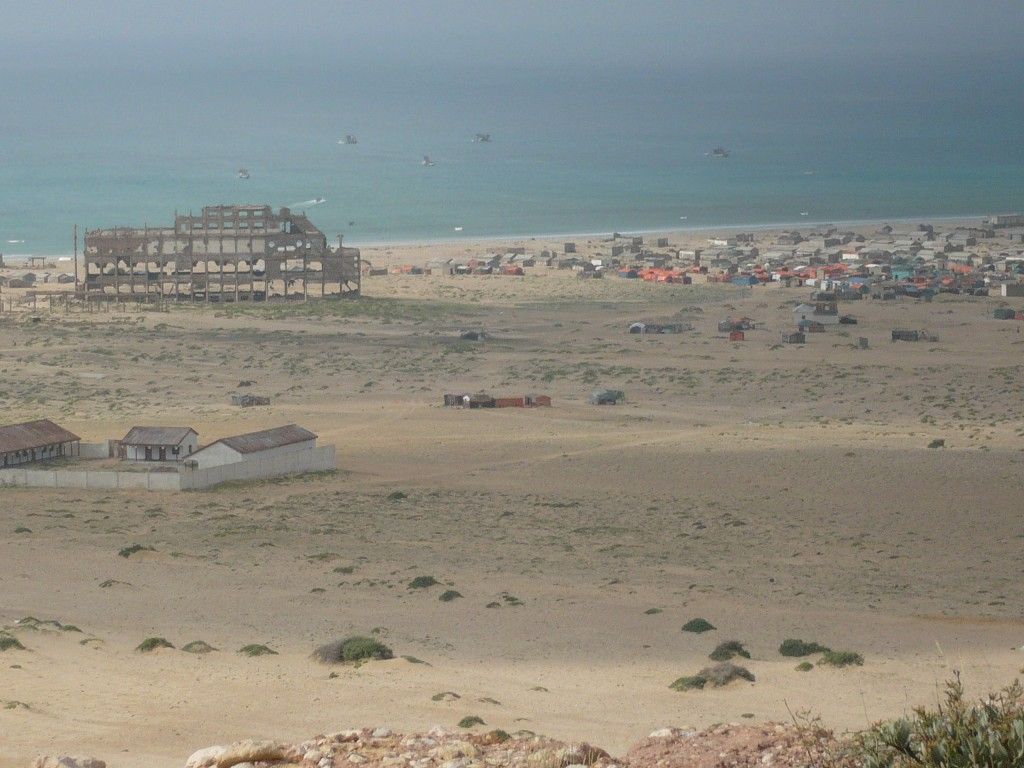
Гафун, Сомалі
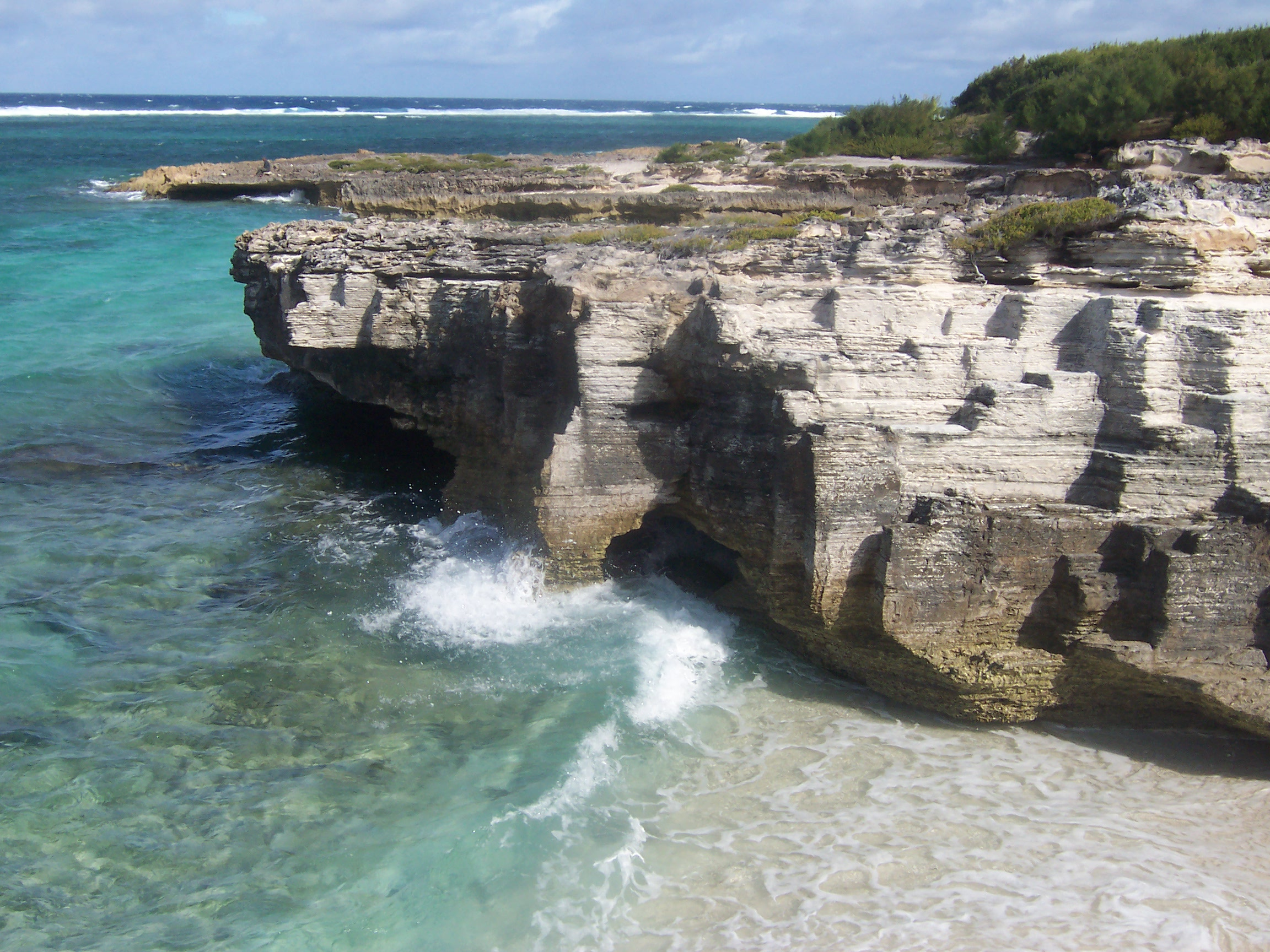
Східне узбережжя Родригесу, Маврикій

Крайні населені пункти на прилеглих островах:
- Найпівнічніший населений пункт знаходиться на континенті (Дуар-Ріран).
- Найпівденніший — Единбург Семи Морів (англ. Edinburgh of the Seven Seas; 37°04′02″ пд. ш. 12°18′36″ зх. д. / 37.06722° пд. ш. 12.31000° зх. д.), на острові Тристан-да-Кунья (Велика Британія).
- Найзахідніший — поселення Монте-Трігу (порт. Monte-Trigo; 17°04′11″ пн. ш. 25°10′16″ зх. д. / 17.06972° пн. ш. 25.17111° зх. д.), на острові Санту-Антан в Кабо-Верде.
- Найсхідніший — поселення Рош-Бон-Дю (фр. Roche Bon Dieu; (19°43′ пд. ш. 63°25′ сх. д. / 19.717° пд. ш. 63.417° сх. д.) на острові Родригес, Маврикій.